# Та Сом

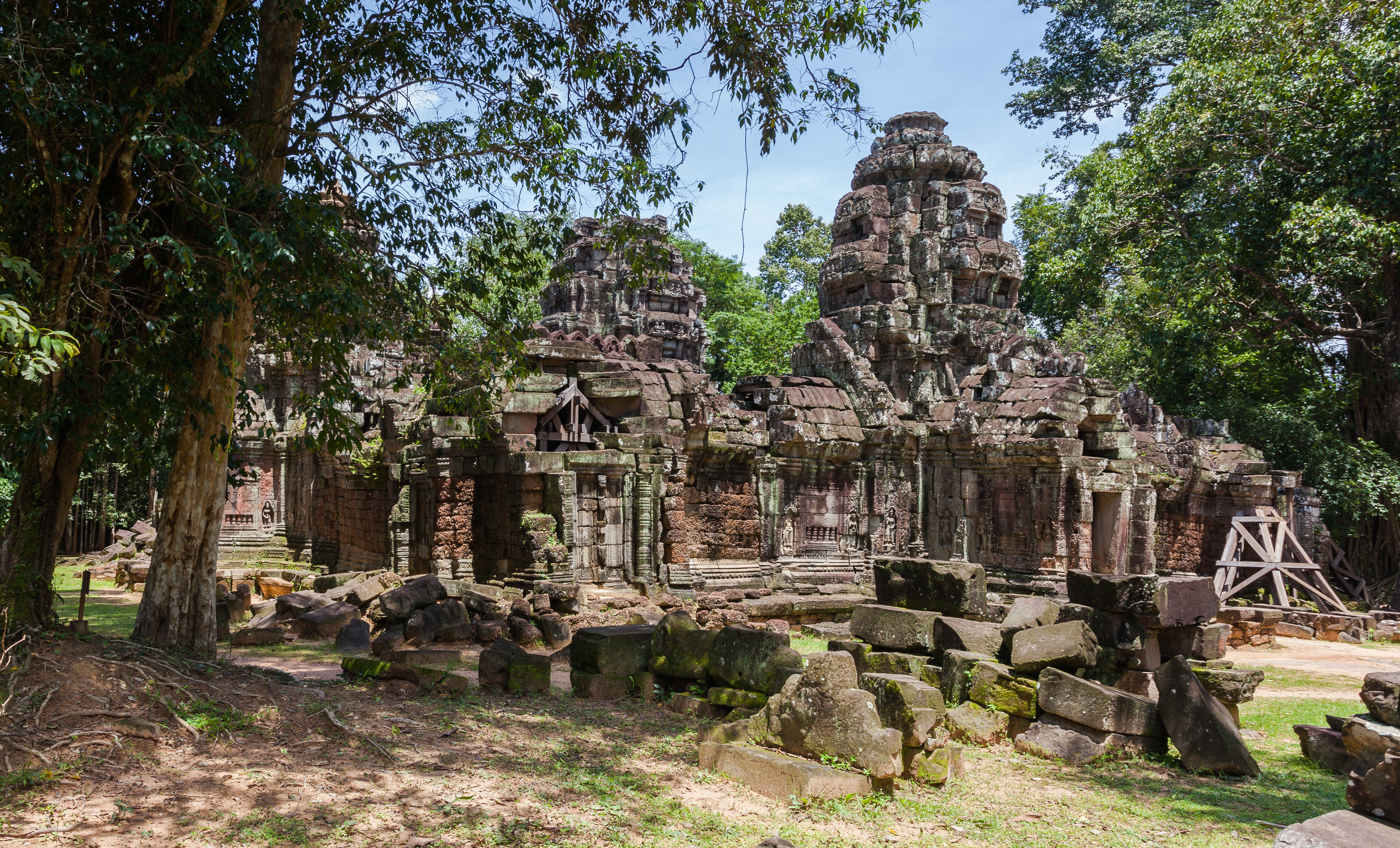

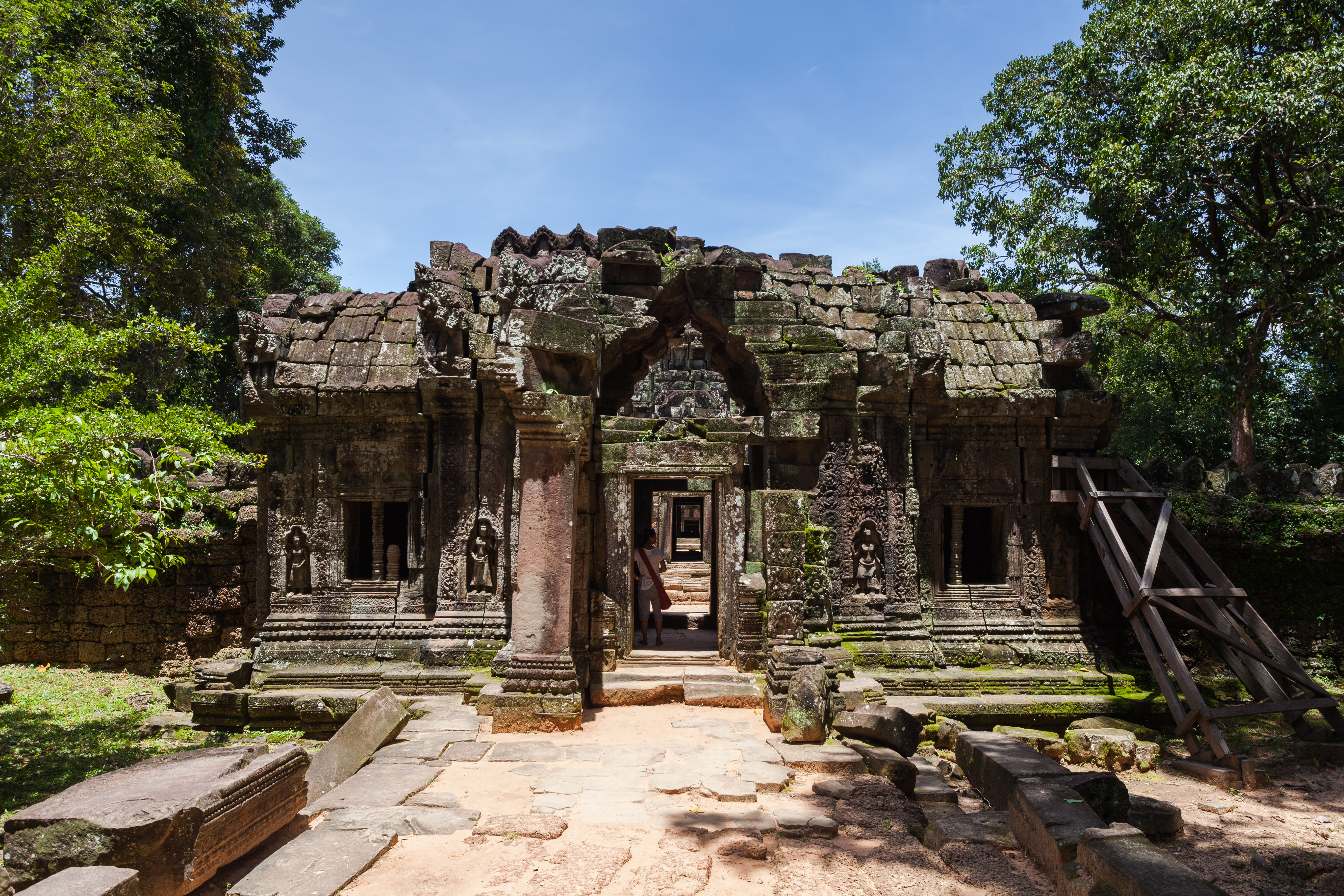
Руины храма

Та Сом (Тасаом, кхмер. ប្រាសាទតាសោម [pra: sa: t ta: saom]) — небольшой буддийский храм в Ангкоре, Камбоджа.
Храм расположен на восточном берегу северного барая Ангкора, в некотором удалении от основного комплекса Ангкор, недалеко от храма Неакпеан (Ниекпоан). Он построен в конце XII века Джаяварманом VII и скорее всего посвящён его отцу — Дхараниндраварману II, хотя существуют версии, что он посвящён одному из его учителей. Предположительно, оригинальным названием храма является 'Gaurasrigajaratna', что означает «жемчужина милостивого белого слона».
Учёные полагают, что во времена Джаявармана VII храм представлял собой единый ансамбль, типичный для последней фазы Bayon period. Конструкция храма напоминает Бантай Кдей или Та Прохм. Внешняя ограда храма представляет собой периметр 240 на 200 метров и в настоящее время практически разрушена. Вторая ограда окружена рвом, а внутренний периметр представляет собой прямоугольник размером 30 на 20 метров с четырьмя угловыми башнями и четырьмя воротами по основным направлениям. В центре периметра находится отдельно стоящая башня прасат, а также две библиотеки. Других сооружений в храме нет. Исторически основными воротами храма были восточные ворота. Храм имеет ложные окна с жалюзи, небольшие скульптуры и цветочные орнаменты, характерные для больших храмов Ангкорвата. Над внешними воротами храма возвышаются башни гопур выполненные в виде лицами Авалокитешвары.
В 1950-х годах храм подвёргся незначительной реконструкции. В 1998 году сохранением храма занялась команда всемирного фонда памятников. Проводимые работы включали стабилизацию хрупких скульптур, оптимизацию маршрутов посетителей, создание схемы храма, а также обучение местных рабочих. Совместными усилиями территория храма была расчищена, четверо ворот храма — открыты для публики. Основными воротами в настоящее время являются западные, так как восточные ворота обросли фикусами.